# Inconstantia
Inconstantia is een geslacht van koralen uit de familie van de Clavulariidae.

## Soorten
- Inconstantia exigua McFadden & van Ofwegen, 2012
- Inconstantia pannucea McFadden & van Ofwegen, 2012
- Inconstantia procera McFadden & van Ofwegen, 2012